# Carme Forcadell
Maria Carme Forcadell Lluís (Cherta, Tarragona, 29 de mayo de 1955) es una política española de Esquerra Republicana de Catalunya. Fue presidenta del Parlamento de Cataluña entre el 26 de octubre de 2015 y el 17 de enero de 2018, entre otros cargos. En 2018 fue condenada por el Tribunal Superior de Justicia de Cataluña por un delito de desobediencia y un año más tarde, en octubre de 2019 el  Tribunal Supremo le condenó a once años y seis meses de prisión por delitos de sedición y malversación de caudales públicos, siendo indultada en 2021 por el gobierno español.

## Biografía
Es hija de una familia humilde; su padre fue payés y camionero. Nació en Cherta y a los 18 años se trasladó a Sabadell. Estudió en la Universidad Autónoma de Barcelona y se licenció en Filosofía y en Ciencias de la Comunicación. También estudió un máster en Filología Catalana.
Entre 1979 y 1982 trabajó como redactora en el programa Giravolt de TVE. En 1982 fue profesora de lengua catalana del IES Escola Industrial de Sabadell. Catedrática de enseñanza secundaria, ha trabajado como asesora en lengua y cohesión social (LIC) en el Departamento de Educación de la Generalidad de Cataluña de 1985 a 2015, donde fue coordinadora de normalización lingüística del Servicio de Enseñanza del Catalán del Departamento de Educación desde 1992, y desde 2004 asesora de lengua, interculturalidad y cohesión social. Es autora de libros sobre pedagogía, lengua y literatura, y de un diccionario. Ha colaborado en varios medios de comunicación con publicaciones sobre planificación lingüística, lengua e identidad. 

### Trayectoria política
Entre 2003 y 2007 militó y fue concejala por Esquerra Republicana en el ayuntamiento de Sabadell, cargo que no pudo renovar al no lograr encabezar la lista en las elecciones municipales. Se presentó en el puesto número dos y quedó fuera del ayuntamiento porque ERC solo obtuvo un concejal.
Forcadell dedicó entonces más tiempo a Òmnium Cultural y a la Plataforma por la Lengua, organizaciones a las que ya pertenecía, y se integró en la comisión por los papeles de Salamanca y la Plataforma por el Derecho a Decidir, de la que fue vicepresidenta. Este colectivo fue embrión de la Asamblea Nacional Catalana, organización que reclama la independencia de Cataluña y que Forcadell presidió entre 2012 y 2015. Durante su presidencia, la ANC organizó la Marcha Por la independencia (2012), la manifestación «Catalunya, nou estat d'Europa»  (2012), la cadena humana Vía Catalana (2013) i la Vía Catalana de 2014. El 16 de mayo de 2015 fue relevada por Jordi Sànchez i Picanyol.
Forcadell fue la número dos de Junts pel Sí, la lista unitaria soberanista pactada por CDC y ERC para las elecciones al Parlamento de Cataluña de 2015, encabezada por Raül Romeva.

#### Presidenta del Parlamento de Cataluña
El 26 de octubre de 2015 fue elegida presidenta del Parlamento de Cataluña, con 77 votos a favor, 56 en blanco y uno nulo. En octubre de 2016 el Tribunal Constitucional envió una comunicación sobre la presunta desobediencia de Forcadell a la fiscalía por permitir, en el ejercicio de su cargo, la votación en julio de 2016 sobre la hoja de ruta de ruptura de las instituciones catalanas con el resto de España. Durante el proceso de aprobación de la Ley del referéndum de autodeterminación vinculante sobre la independencia de Cataluña en septiembre de 2017 diversos grupos parlamentarios expresaron su desacuerdo con Carme Forcadell por afirmar que incumplió los dictámenes del Tribunal Constitucional y la ley del Consejo de Garantías Estatutarias de Cataluña.

#### Causa judicial
Después de la Declaración unilateral de independencia de Cataluña de 2017 y la aplicación del Artículo 155 de la Constitución española, Forcadell fue investigada por el Tribunal Supremo por presuntos delitos de rebelión y sedición. El Supremo (TS), designó como instructor de la causa al magistrado Pablo Llarena, que citó a los querellados para tomarles declaración. El 9 de noviembre el órgano instructor del tribunal ordenó prisión preventiva bajo fianza de 150.000 euros y quedó en libertad al día siguiente. Ante el tribunal declaró que la Declaración unilateral de Independencia era una declaración política sin consecuencias jurídicas, acató la aplicación del artículo 155 de la Constitución española y admitió que había tramitado leyes sobre las que el Tribunal Constitucional le había requerido no hacerlo.
En diciembre del mismo año volvió a ser elegida diputada en las elecciones al Parlamento catalán impuestas por el Gobierno central, esta vez por la candidatura de Esquerra Republicana, como independiente. Renovó su condición de parlamentaria el 17 de enero de 2018, pero renunció a ser reelegida presidenta de la cámara y fue sucedida en el cargo por el diputado Roger Torrent.
El día 22 de marzo de 2018, una vez finalizada la votación fallida para la investidura de Jordi Turull como presidenciable de la Generalidad de Cataluña, renunció, junto con Marta Rovira y Dolors Bassa al acta de diputada.

#### Prisión preventiva
Un día después, el día 23 de marzo de 2018 se dictó nueva resolución en la causa judicial, ordenando el ingreso en prisión de Carme Forcadell, del candidato en ese momento a presidente de la Generalitat, Jordi Turull, y de los exconsejeros Raül Romeva, Josep Rull y Dolors Bassa. Llarena argumentó prisión provisional incondicional sin fianza para los cinco tras considerar que había riesgo de fuga y de reiteración de los delitos por los que fueron procesados. Forcadell ingresó en Alcalá-Meco.
En julio de 2018 fue trasladada a una prisión catalana. Tras una breve estancia en el Centro Penitenciario Puig de les Basses de Figueres, fue trasladada al Centro Penitenciario Mas d'Enric, para estar más cercana a su familia materna a la espera de juicio. Se trata de una cárcel de hombres de alta seguridad, con un módulo para mujeres. El 1 de febrero de 2019 fue trasladada de nuevo la madrileña de Alcalá-Meco en un autocar de la Guardia Civil, para hacer frente al Juicio que se prevé comience el 12 de febrero.
El Tribunal Supremo (TS) juzga a 12 líderes catalanes, entre ellos a Carmen Forcadell,  por el referéndum  y la declaración unilateral de independencia de 2017. El juez Llanera, en su auto,  acusa a Carmen Forcadell de los delitos de rebelión. Defensora de la estrategia del independentismo en la cámara legislativa desde su designación como presidenta del Parlament, y poner al Parlament al servicio del violento resultado obtenido con el referéndum de independencia, además  el auto del Juez Llanera le acusa de recibir a los llamados observadores internacionales, manifestarse el 20 de septiembre de 2017, y arengar un día después a la movilización a las puertas del Tribunal Superior de Justicia de Cataluña (TSJC). Y como presidenta del Parlament permitir la votación  para la aprobación de la legislación de soporte que sirvió de "coartada" al proceso aun contrariando al Tribunal Constitucional. La petición de penas en el escenario judicial de investigado,  anteriormente denominado imputado, por el delito de rebelión, queda de la siguiente forma, la  Fiscalía General del Estado (FGE) solicita la pena de 17 años de prisión y la Abogacía del Estado reduce la petición a 10 años.

#### Condena
El lunes 14 de octubre de 2019, la Sala de Lo Penal del Tribunal Supremo emite la sentencia de la causa seguida contra los 12 líderes catalanes del Procés. A Carme Forcadell la condena a 11 años y seis meses de prisión e inhabilitación absoluta para el ejercicio de cargo público por el mismo tiempo por delito de sedición y quedando absuelta del cargo de rebelión.

## Vida personal
Está casada con el informático Bernat Pegueroles y tiene dos hijos.

## Premio
En 2014 fue galardonada con el Premio Joan Blanca, que reconoce el compromiso en la defensa de la cultura e identidad catalanas.